# 3622 Ilinsky
3622 Ilinsky је астероид чија средња удаљеност од Сунца износи 3,389 астрономских јединица (АЈ).
Апсолутна магнитуда астероида је 11,4.